# 北京市私立树人·瑞贝学校
39°56′36″N 116°42′44″E / 39.94345°N 116.71212°E

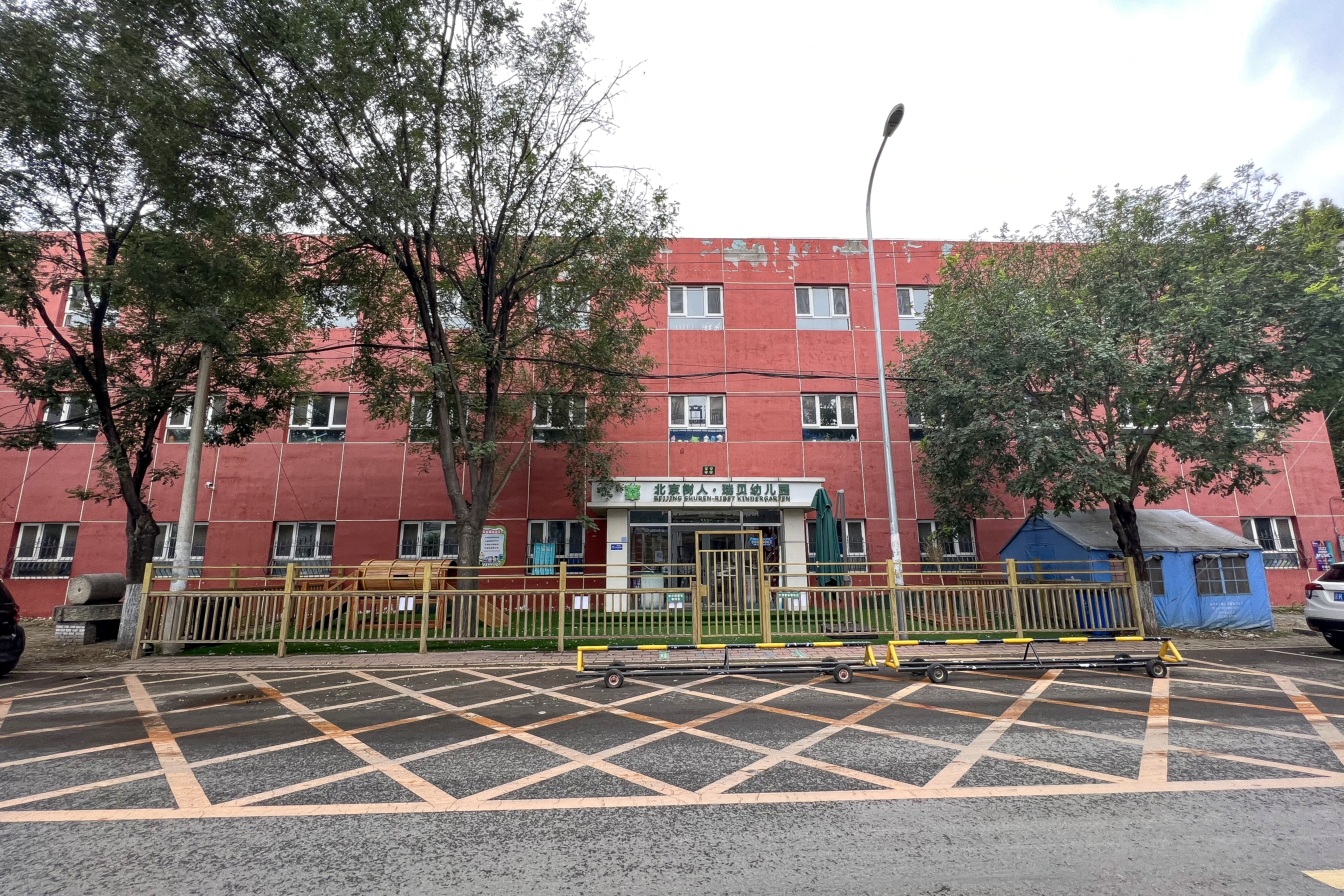
树人瑞贝幼儿园

北京市通州区私立树人学校（原名“北京市私立树人学校”、“北京市私立树人·瑞贝学校”）是一家民办的十二年一贯制学校，位于北京市通州区宋庄小堡南区甲一号。学校是北京市成立最早的民办中小学之一，设有幼儿园、小学、初中和高中十五年一贯制的双语课程及国际课程，同时招收中外籍学生。